# Miguel Frazão
Miguel Frazão (25 de julio de 2002) es un deportista portugués que compite en esgrima, especialista en la modalidad de espada. En los Juegos Europeos de Cracovia 2023 consiguió una medalla de plata en la prueba individual.

## Palmarés internacional
| Juegos Europeos | Juegos Europeos    | Juegos Europeos  | Juegos Europeos   |
| Año             | Lugar              | Medalla          | Prueba            |
| --------------- | ------------------ | ---------------- | ----------------- |
| 2023            | Cracovia (Polonia) | Medalla de plata | Espada individual |